# David Wineland
David Jeffrey Wineland (Milwaukee, 24 de fevereiro de 1944) é um físico estadunidense.
Em 2012 foi laureado, juntamente com Serge Haroche, com o Prêmio Nobel de física, "por métodos experimentais inovadores que permitem a medição e a manipulação de sistemas quânticos individuais".

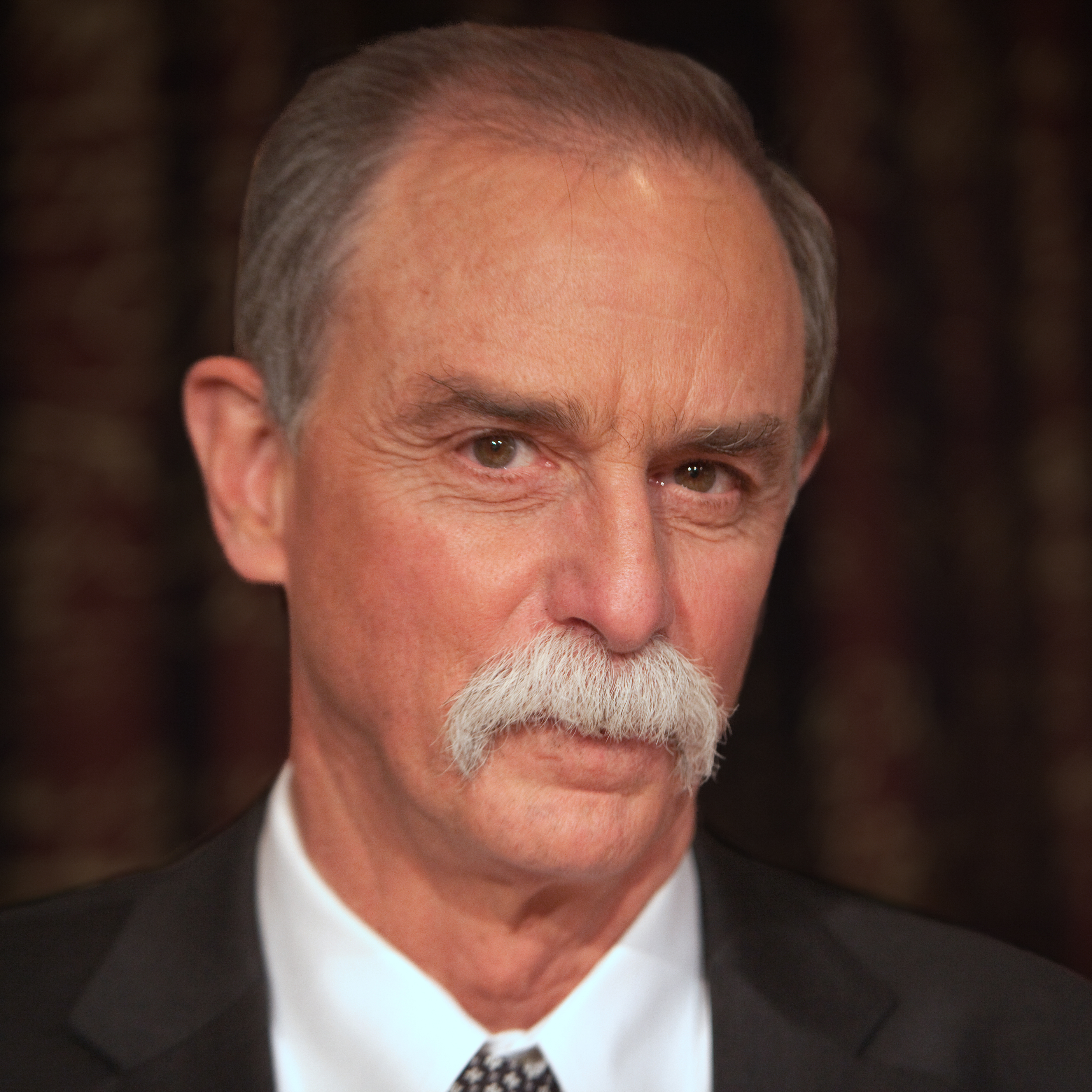
David Wineland, 2012

## Biografia
Wineland se formou na Encina High School em Sacramento, Califórnia em 1961. Ele recebeu seu diploma de bacharel na Universidade da Califórnia, Berkeley em 1965 e seu doutorado em 1970, supervisionado por Norman Foster Ramsey, Jr. em Universidade de Harvard. Sua tese de doutorado intitula-se "O Maser deutério Atomic". Ele então realizou pesquisa de Pós-Doutorado em Hans Dehmelt na Universidade de Washington, onde ele investigou armadilhas de elétrons e íons. Em 1975, ele se juntou ao National Bureau of Standards (agora chamado de NIST), onde começou o grupo de armazenamento de íons. Wineland também está na faculdade de física da Universidade do Colorado em Boulder.
Wineland é um membro da American Physical Society, American Optical Society, e foi eleito para o  Academia Nacional de Ciências em 1992. Ele compartilhou o Prêmio Nobel 2012 de Física com o  francês.

## Família
Wineland é casado com Sedna Quimby-Wineland, e eles têm dois filhos.
Sedna Helen Quimby é a filha de George I. Quimby (1913 - 2003), um arqueólogo e antropólogo, que foi professor de Antropologia da Universidade de Washington e diretor da Thomas Burke Memorial Washington State Museum , e sua esposa Helen Ziehm Quimby.

## Prêmios
- 1990 Prêmio Davisson-Germer na física atômica ou de superfície
- 1990 Prêmio William F. Meggers da Optical Society of America
- 1996 Prêmio Einstein de Ciência do Laser da Sociedade de Óptica e Eletrônica Quântica (concedido na "Conferência Internacional sobre Lasers e Aplicações")
- 1998 Rabi prêmio da Ultrasonics IEEE, ferroelétricos, e controle de frequência Society
- 2001 Arthur L. Schawlow Prize em Ciências Laser
- 2004 Medalha Frederic Ives
- 2007 National Medal of Science
- 2009 Herbert Walther Prêmio da OSA
- 2010 Medalha Benjamin Franklin em Física compartilhado com Juan Ignacio Cirac e Peter Zoller
- 2012 Prêmio Nobel de Física compartilhada com Serge Haroche [1]